# Orgasmatron (dispositivo de masaje)

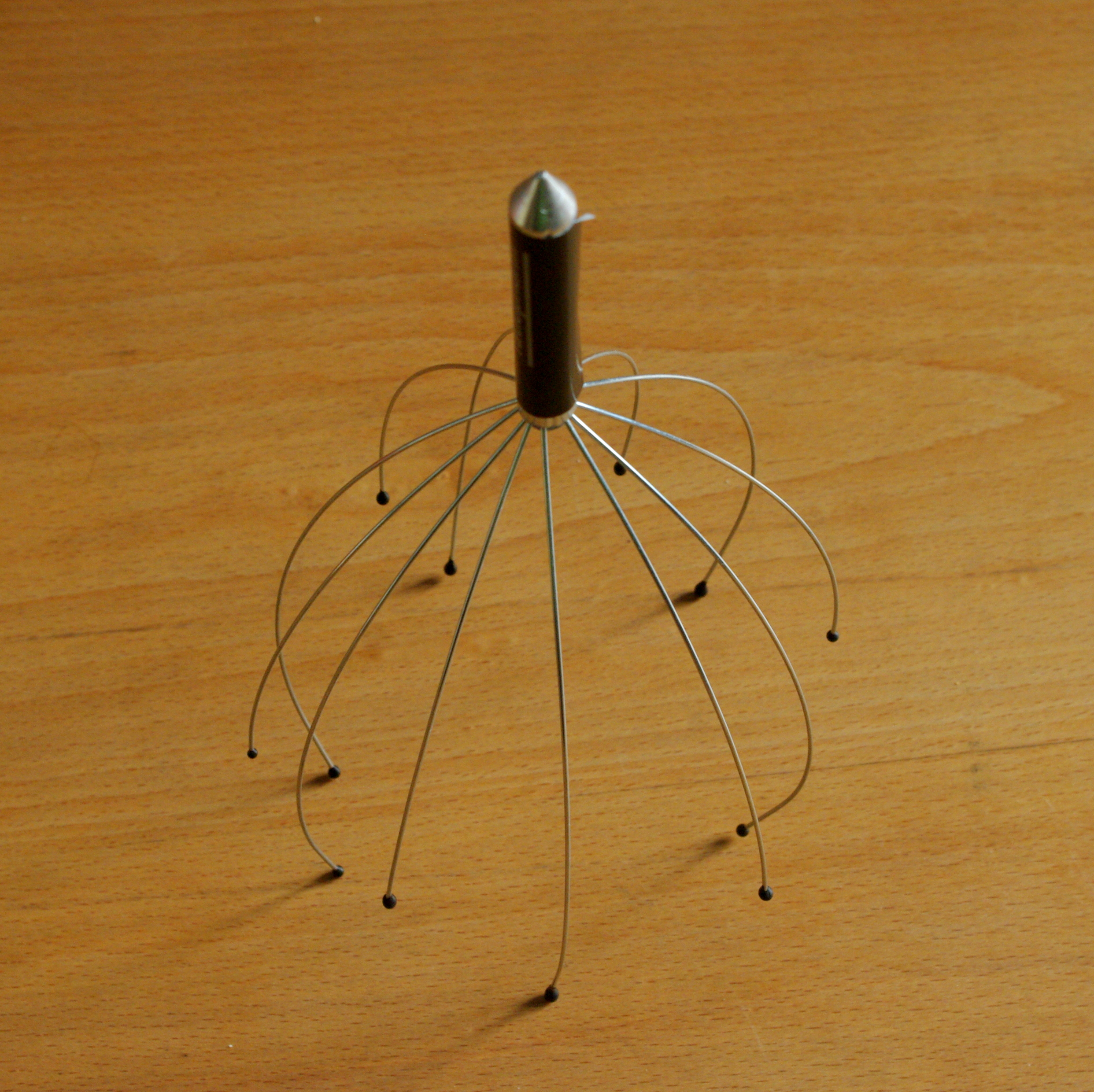
Orgasmatron

El Orgasmatron es un dispositivo de accionamiento manual para masaje, hecho parcialmente de cables de cobre flexibles, conectados a un mango. El dispositivo ha sido diseñado específicamente para masajear suavemente la cabeza y la parte posterior del cuello.
Se fabrica por una empresa australiana del mismo nombre. El dispositivo se vende en los Estados Unidos bajo el nombre de Viaje  de Cabeza de la Felicidad (Happy's Head Trip).